# Apteronomus tepperi
Apteronomus tepperi är en insektsart som beskrevs av Heinrich Hugo Karny 1937. Apteronomus tepperi ingår i släktet Apteronomus och familjen Gryllacrididae. Inga underarter finns listade i Catalogue of Life.